# Opostegídeos
Opostegídeos (Opostegidae) são uma família de insectos da ordem Lepidoptera.